# Министерство образования и науки Украины
Министерство образования и науки Украины (укр. Міністерство освіти і науки України) — государственный орган исполнительной власти Украины, деятельность которого направляется и координируется Кабинетом министров Украины. Министерство возглавляет министр, назначаемый на должность по представлению премьер-министра Украины и освобождается от должности Верховной радой Украины.
МОН является главным органом в системе центральных органов исполнительной власти и реализует государственную политику в сфере образования и науки, научной, научно-технической и инновационной деятельности, передачи технологий, а также обеспечивает государственный контроль за деятельностью учебных заведений, предприятий, учреждений и организаций, предоставляющих услуги в сфере образования.
9 декабря 2010 года реорганизовано в Министерство образования и науки, молодёжи и спорта Украины. 28 февраля 2013 года Министерство образования и науки, молодёжи и спорта Украины реорганизовано обратно в Министерство образования и науки Украины.

## Задачи и функции
Основными задачами Министерства являются:
- формирование и реализация государственной политики в сферах образования и науки, научной, научно-технической и инновационной деятельности, трансфера технологий;

- формирование и реализация государственной политики в сфере осуществления государственного надзора (контроля) за деятельностью учебных заведений, предприятий, учреждений и организаций, предоставляющих услуги в сфере образования или осуществляющих иную деятельность, связанную с предоставлением таких услуг.

В соответствии с возложенными на него задачами Министерство выполняет ряд функций:
- осуществляет нормативно-правовое регулирование в сферах образования и науки, научной, научно-технической и инновационной деятельности, трансфера (передачи) технологий, а также в сфере осуществления государственного надзора (контроля) за деятельностью учебных заведений, предприятий, учреждений и организаций, предоставляют услуги в сфере образования или осуществляют иную деятельность, связанную с предоставлением таких услуг, независимо от их подчинения и формы собственности;

- обеспечивает интеграцию отечественных образования и науки, других сфер, относящихся к его компетенции, с неукоснительным соблюдением принципов сохранения и защиты национальных интересов;

- определяет перспективы и приоритетные направления развития дошкольного, полного общего среднего, внешкольного, профессионально-технического и высшего образования, инклюзивного обучения и образования в течение жизни, других сфер, относящихся к его компетенции;

- разрабатывает стратегию и программы развития высшего образования и представляет их на рассмотрение Кабинета Министров Украины;

- осуществляет аналитико-прогностическую деятельность в сфере высшего образования, определяет тенденции ее развития, влияние демографической, этнической, социально-экономической ситуации, инфраструктуры производственной и непроизводственной сферы, формирует стратегические направления развития высшего образования с учетом научно-технического прогресса и других факторов, обобщает мировой и отечественный опыт развития высшего образования;

- осуществляет в пределах полномочий, предусмотренных законом, координацию деятельности органов исполнительной власти и органов местного самоуправления в сферах, относящихся к его компетенции;

- создает условия для получения гражданами дошкольного, полного общего среднего, внешкольного, профессионально-технического и высшего образования, инклюзивного обучения и образования в течение жизни, ученых степеней и ученых званий;

- утверждает стандарты образования и обнародует их на своем официальном веб-сайте;

- утверждает положение о формах получения образования;

- утверждает типовые образовательные программы;

- разрабатывает государственные стандарты общего среднего образования и осуществляет учебно-методическое обеспечение их реализации;

- разрабатывает и утверждает государственные образовательные стандарты по конкретным профессиям;

- координирует деятельность местных органов управления образованием в части формирования оптимальной сети учреждений дошкольного, общего среднего, внешкольного образования и обеспечивает формирование оптимальной сети учреждений профессионального (профессионально-технического) образования, экспериментальных учебных заведений для удовлетворения образовательных потребностей населения с учетом потребностей личности и региональной специфики;

- предоставляет методические рекомендации по образовательной деятельности и управления учебными заведениями;

- организует деятельность государственной психологической службы и социально-педагогического патронажа в системе образования;

- утверждает положения о психологической службе в системе образования ;

- определяет основные цели и задачи воспитательного процесса в учебных заведениях;

- разрабатывает и утверждает условия приема в учебные заведения;

- выполняет другие функции, указанные в положении о Министерстве.

## Руководство
Министр  — Оксен Лисовой.
Первый заместитель министра — Андрей Витренко.
Заместители министра — Вера Рогова, Александр Костюченко, Светлана Даниленко
Заместитель Министра по вопросам европейской интеграции — Алексей Шкуратов
Государственный секретарь — Сергей Захарин

## Государственные предприятия в сфере управления МОН
К сфере управления Министерства образования и науки Украины принадлежат шестнадцать различных государственных предприятий, учреждений и организаций, в частности государственное специализированное издательство «Освита» («Просвещение»).

## Подчинённые органы
Министерству образования и науки Украине подчинены одна государственная служба и одна комиссия:
- Государственная служба качества образования Украины[укр.]
- Национальная комиссия по стандартам государственного языка[укр.]